# Crazy for You (musical)
Crazy for You is een komische (tap)dansmusical, gebaseerd op songs van de broers George (muziek) en Ira Gershwin (liedteksten), en Guy Bolton en John McGowan (scenario).

## Verhaal
New York, jaren dertig. Bobby Child is een rijke bankier die niets liever wil dan dansen, maar de belangrijke theaterproducent Bela Zangler, die een bekende dansgroep regisseert, vindt Bobby talentloos. Zijn moeder, Lottie Child is ook ontevreden over hem; ze vindt zijn bitcherige verloofde, Irene Roth, maar niets. Als Bobby de opdracht van zijn moeder krijgt om een oud Theater in Deadrock, Nevada te onteigenen, stemt hij daarmee in om van Irene af te zijn.
Eenmaal in Deadrock aangekomen, valt Bobby als een blok voor de bijdehante Polly Baker, de enige vrouw in het stadje. Haar vader is de eigenaar van het Gaiety Theatre, nu een postkantoor. Polly valt ook voor hem, en samen besluiten ze een show op te voeren om het theater te redden. Als Polly erachter komt dat Bobby eigenlijk in Deadrock is om hen het Theater af te nemen, keert ze hem de rug toe. Bobby's hart is gebroken en hij zoekt een manier om te blijven.
Hij besluit zich te vermommen als Bela Zangler, en stelt voor om een show op te voeren met "zijn" danseressen om het theater te redden. Polly en haar vader stemmen daarmee in. Alles lijkt goed te gaan, totdat Irene in Deadrock arriveert, op zoek naar Bobby. Ze herkent hem en dreigt hem te ontmaskeren als hij niet met haar mee teruggaat naar New York.
De verwarring is compleet als de echte Bela Zangler het stadje binnenkomt, op zoek naar zijn vriendin, danseres Tess. In een opwelling vraagt Bobby Polly ten huwelijk, maar ze weigert omdat ze verliefd is op "Zangler". Als Bobby haar verteld dat hij "Zangler" was, gelooft ze hem niet. Irene is inmiddels als een blok gevallen voor de eigenaar van de plaatselijke saloon: Lank Hawkins.
De Company heeft nu nog maar twee weken te gaan om de hypotheek te betalen, maar niemand gelooft er meer in, behalve Polly en Bobby. Bobby heeft nu niets meer in Deadrock te zoeken, nu hij weet dat Polly niet van hem houdt.
De echte Zangler is na het zien van de laatste showscène onder de indruk en zet alles op alles om het theater te redden. Ondertussen probeert Bobby in New York een goede bankier te zijn, maar hij kan alleen maar aan Polly en aan Deadrock denken. Als Bobby uiteindelijk toch terugkeert naar Deadrock, sprankelt de stad van levendigheid; Het theater speelt voor volle zalen. Op datzelfde moment wil Polly vertrekken naar New York, om Bobby te zoeken omdat ze hem miste.
Alles dreigt fout te gaan, totdat Polly onverwacht terugkeert naar Deadrock. Eenmaal daar valt alles op zijn plaats en vallen de twee elkaar in de armen.

## Geschiedenis
De musical, die toen nog Girl Crazy heette, ging op 14 oktober 1930 in het Alvin Theater in New York in première en was daar 272 voorstellingen te zien. George Gershwin dirigeerde zelf het orkest, en de rollen werden gespeeld door grote namen als Ginger Rogers, Ethel Zimermann en Glenn Miller.
In 1932 bewerkte regisseur William Seiter Girl Crazy tot een gelijknamige film met Eddie Quilan en Arline Judge.
In 1943 werd de musical opnieuw verfilmd, ditmaal met Judy Garland en Mickey Rooney.
Vele jaren later, in 1988 om precies te zijn, was het de droom van de Texaanse multimiljonair Roger Horchow om Girl Crazy opnieuw uit te brengen. De Gershwin erfgenamen verleenden hem de rechten en hij begon een creatief team samen te stellen. Ondanks de mooie liedjes bleek het scenario van Girl Crazy niet te voldoen aan de eisen van deze tijd.
Toneelschrijver Ken Ludwig werd gevraagd een nieuw scenario te schrijven. Crazy for You ging op 19 februari 1992 in het Schubert Theater op Broadway in première en speelde maar liefst 1622 voorstellingen, tot 7 januari 1996.
Op 19 september 2004 ging de Nederlandse versie, met in de hoofdrollen Joke de Kruijf en Dick Cohen, in première in het Luxor Theater in Rotterdam, en speelde tot 16 juni 2005 in de stadsschouwburg in Utrecht.

## Nederlandse acteurs
Hoofdrollen
- Polly Baker: Joke de Kruijf
- alternate Polly Baker: Chantal Janzen
- understudy Polly Baker: Annemieke van Dam
- Bobby Child: Dick Cohen
- understudy Bobby Child: William Spaaij
- understudy Bobby Child: Mark van Beelen

Bijrollen
- Bela Zangler: Christo van Klaveren
- understudy Bela Zangler: Ger Otte
- Tess: Anouk van Nes
- understudy Tess: Esther Koenen
- Lank Hawkins: Peter Reijn
- understudy Lank Hawkins: Daan Wijnands
- Irene Roth: Jacqueline Aronson
- understudy Irene Roth: Daniëlle Veneman
- Everett Baker: Leo Hogenboom
- understudy Everett Baker: Ger Otte
- Lottie Child: Mariëlle Fiolet
- understudy Lottie Child: Esther Koenen, Esther van Boxtel
- Thomas Cook: Ger Otte
- understudy Thomas Cook: Richard Janssen
- Patricia Cook: Daniëlle Veneman
- understudy Patrica Cook: Sylvia Kottman
- Patsy: Chantal Janzen
- alternate/understudy Tess: Silvia Kottman, Mieke Overwijn

## Muziek
De nummers die in Crazy for You worden gebruikt zijn allemaal gecomponeerd door George Gershwin, en geschreven door Ira Gershwin.
Een paar bekende nummers uit de musical zijn bijvoorbeeld: I Got Rhythm, Someone to Watch Over Me en They Can't Take That Away from Me.
Zeven van de liedjes uit Girl Crazy werden voor de nieuwe versie gekozen, dertien nummers werden toegevoegd uit andere musicals als Treasure Girl, Oh, Kay! en Show Girl en uit de Hollywoodfilms Shall We Dance en A Damsel in Distress uit 1937.

### Eerste akte
1. Ouverture
2. K-ra-zy for You
3. I Can't Be Bothered Now
4. Bidin' My Time
5. Could You Use Me
6. Shall We Dance
7. Entrance to Nevada
8. Someone to Watch Over Me
9. Slap That Bass
10. Embraceable You
11. Tonight's the Night
12. I Got Rhythm

### Tweede akte
1. The Real American Folk Song (Is a Rag)
2. What Causes That?
3. Naughty Baby
4. Stiff Upper Lip
5. They Can't Take That Away from Me
6. But Not for Me
7. New York Interlude
8. Nice Work If You Can Get It
9. Finale

## Citaten
Irene: "Bobby, Nevada? Over mijn lijk!"
Lottie: "O, dat lijkt mij een uitstekende route."
Irene: "Dus Bobby, kies je voor mij.. of voor Deadrock Nevada?"
Bobby: (Kijkt ongemakkelijk van Irene naar zijn moeder, en pakt brief aan.) "TAXI!"
Irene: "Nou, je kunt wel zien wie hier de broek aan heeft."
Polly: (Kijkt naar Irenes hoed) "Beter de broek aan dan zo'n vliegende schotel op je kop."
Hank: "Wie komt er nou in vredesnaam gokken in Las Vegas?!"
Bobby: (drinkt een sterkedrank en verslikt zich.)"Pittig spul!"
Polly: "Pittig Spul?! Zeik van onze ouwe koeien, da's pas pittig spul!"
Bela: "Er is geen beter theater.. dan een postkantoor."
Everett: "Ik heb al 10 jaar getapdanst."
Patsy: "Tien jaar?! Ik ben al moe na tien minuten!"
Everett: "Maar toch zou je met zo'n soort man moeten trouwen, Polly."
Polly: "Pá, hou je erbuiten, bemoei er nou niet mee. Tegen de tijd dat ík aan trouwen toe ben, laat ik het je wel weten, goed?!"
Everett: "Nou, tegen die tijd zul je me wel als geest moeten oproepen..."
Danseres Patsy: (Probeert de mannen uit Nevada te leren dansen.) "En uit elkaar, bij elkaar, op de heupen, uit elkaar, bij elkaar en op de borst."
(De mannen vliegen op Patsy af) Patsy: "Néé, je éigen borst!"